# Heterogynis paradoxa
Heterogynis paradoxa is een vlinder uit de familie Heterogynidae. De wetenschappelijke naam is voor het eerst geldig gepubliceerd in 1837 door Jules Pierre Rambur.
De soort komt voor in Europa.